# Australische Badmintonmeisterschaft 2014
Die Australische Badmintonmeisterschaft 2014 fand vom 3. bis zum 6. September 2014 im Corio Leisuretime Centre in Geelong statt. 

## Sieger und Platzierte
| Disziplin    | Gold                      | Silber                         | Bronze                           |
| ------------ | ------------------------- | ------------------------------ | -------------------------------- |
| Herreneinzel | Oon Hoe Keat              | Rizwan Azam                    | Wesley Caulkett                  |
| Herreneinzel | Oon Hoe Keat              | Rizwan Azam                    | Anthony Joe                      |
| Dameneinzel  | Verdet Kessler            | Joy Lai                        | Tiffany Ho                       |
| Dameneinzel  | Verdet Kessler            | Joy Lai                        | Jennifer Tam                     |
| Herrendoppel | Luke Chong Joel Findlay   | Rizwan Azam Anthony Chang      | Athi Selladurai Eric Vuong       |
| Herrendoppel | Luke Chong Joel Findlay   | Rizwan Azam Anthony Chang      | Wesley Caulkett Mitchell Wheller |
| Damendoppel  | Verdet Kessler Joy Lai    | Talia Saunders Ann-Louise Slee | Elena Yee-Man Kwok Jessica Lim   |
| Damendoppel  | Verdet Kessler Joy Lai    | Talia Saunders Ann-Louise Slee | Joniva Almazan Claudia Lam       |
| Mixed        | Luke Chong Talia Saunders | Simon Leung Tiffany Ho         | Eric Vuong Joy Lai               |
| Mixed        | Luke Chong Talia Saunders | Simon Leung Tiffany Ho         | Billy Cheung Christina Chan      |